# Uniwersytet Ottona i Fryderyka w Bambergu
Uniwersytet Ottona i Fryderyka w Bambergu (niem. Otto-Friedrich-Universität Bamberg) – znajdujący się w Bambergu jeden z najstarszych i najnowocześniejszych zarazem uniwersytetów w Bawarii. Szczególny nacisk kładziony jest na nauki humanistyczne, kulturoznawstwo, nauki ekonomiczne i na informatykę stosowaną.

## Historia
Uczelnię założył, pod nazwą Academia Bambergensis, w roku 1647 książę i biskup Melchior Otto Voit von Salzburg. Przez kolejne stulecia była rozbudowywana, czemu przysłużył się zwłaszcza książę i biskup Fryderyk Karol von Schönborn, za czasów którego utworzono katedry teologii, filozofii, prawa i medycyny. Obecnie nosi ona imiona obu tych książąt. 
Akademię zawieszono w 1803 z powodu sekularyzacji klasztoru. Teologię katolicką można było jednak studiować dalej, więc tradycja uniwersytetu nie została praktycznie nigdy przerwana. W 1923 utworzono Wyższą Szkołę Filozoficzno-Teologiczną, kontynuującą tradycje starej szkoły.
Uczelnia ta została w 1972 połączona z Wyższą Szkołą Pedagogiczną (założoną w 1958) i w ten sposób powstała Zintegrowana Szkoła Wyższa w Bambergu (Gesamthochschule Bamberg). W 1979 nastąpiło przekształcenie tej jedynej w Bawarii państwowej zintegrowanej szkoły wyższej na uniwersytet.

## Rektorzy od czasu ponownego ustanowienia uniwersytetu
- Othmar Heggelbacher i Elisabeth Roth: 1972–1973 (podwójny rektorat)

- Elisabeth Roth: 1973–1976
- Siegfried Oppolzer: 1976–1992
- Alfred E. Hierold: 1992–2000
- Godehard Ruppert: 2000-2020
- Kai Fischbach: od 2020.

## Wydziały
Uniwersytet obecnie posiada cztery wydziały:

- Wydział Humanistyki i Kulturoznawstwa
- Wydział Nauk Społecznych, Zarządzania i Ekonomii
- Wydział Nauk Humanistycznych
- Wydział Informatyki Gospodarczej i Stosowanej

Istniejący wcześniej Wydział Teologii Katolickiej przekształcono w Instytut Kształcenia Nauczycieli i w roku akademickim 2009/2010 włączono do Wydziału Humanistyki i Kulturoznawstwa, zgodnie z ustaleniami między Bawarią a Watykanem.

### Profil kształcenia
- studia interdyscyplinarne z naciskiem na kształcenie językowe (orientalistyka, slawistyka)
- badania średniowiecza i ochrona dobór kultury
- nauki empiryczne: socjologia, politologia i psychologia
- nauki ekonomiczne (ze szczególnym naciskiem na stosunki gospodarcze w Europie)
- informatyka stosowana

## Położenie
Budynki uniwersytetu są w większości obiektami historycznymi, zaadaptowanymi na jego potrzeby i umiejscowionymi przeważnie w centrum Starego Miasta. Są to, między innymi, dawne kolegium jezuickie (teologia), dawny dom ślubów (nauki historyczne), dawna rzeźnia (geografia), dawny budynek składowy (komunikacja), dawna strażnica (orientalistyka). Niektóre instytuty nauk filologicznych mieszczą się w budynkach należących wcześniej do Kaiser-Heinrich-Gimnasium.
Wydział Nauk Społecznych, Zarządzania i Ekonomii oraz Wydział Informatyki Gospodarczej i Stosowanej znajdują się przy Feldkirchenstraße, poza centrum miasta.